# Chris van Esterik
Chris van Esterik (Ingen, 17 december 1949) is een Nederlandse journalist en schrijver. Hij werd geboren in het Gelderse Ingen in het plaatselijke café. Na zijn middelbareschooltijd op het Stedelijk Gymnasium van Tiel trok hij op twintigjarige leeftijd naar Amsterdam om politicologie te studeren aan de Universiteit van Amsterdam. Na zijn studie werd hij freelance-journalist en schrijver van non-fictieboeken. Hij schreef onder meer samen met Vrij Nederland journalist Joop van Tijn in 1984 een biografie over PvdA-politicus Jaap Burger, 'Een leven lang dwars'. Na terugkomst uit Wenen in 1990 was hij recensent van literatuur uit Midden- en Oost-Europa en Israël voor het Cultureel Supplement van NRC-Handelsblad.  Van Esterik werkte als researcher mee aan de NPS-serie De Oorlog. In 2011 verscheen 'No Satisfaction. Hoe we werden wie we zijn', over de jaren vijftig en zestig in zijn geboortestreek de Betuwe.
Op dit moment is hij bezig met een nieuw boek over zijn geboortestreek de Betuwe in de periode 1940-1970.

## Prijzen
- 2004: Eureka! prijs voor Een jongen van het dorp. Honderd jaar Ingen, een dorp in de Betuwe[3]

- Bibliothèque nationale de France: cb12684723p (data)
- CiNii: DA03339786
- Digitale Bibliotheek voor de Nederlandse Letteren: este006
- Gemeinsame Normdatei: 1038033993
- International Standard Name Identifier: 0000 0000 8167 1279
- Library of Congress Control Number: n80153448
- Nationale bibliotheek van Australië: 36232476
- Nederlandse Thesaurus van Auteursnamen: 074159623
- Système universitaire de documentation: 243296142
- Virtual International Authority File: 94472506
- WorldCat: E39PBJccg4m4HmWjH4CbGjtVG3